# St. Matthäi (Lübeck)

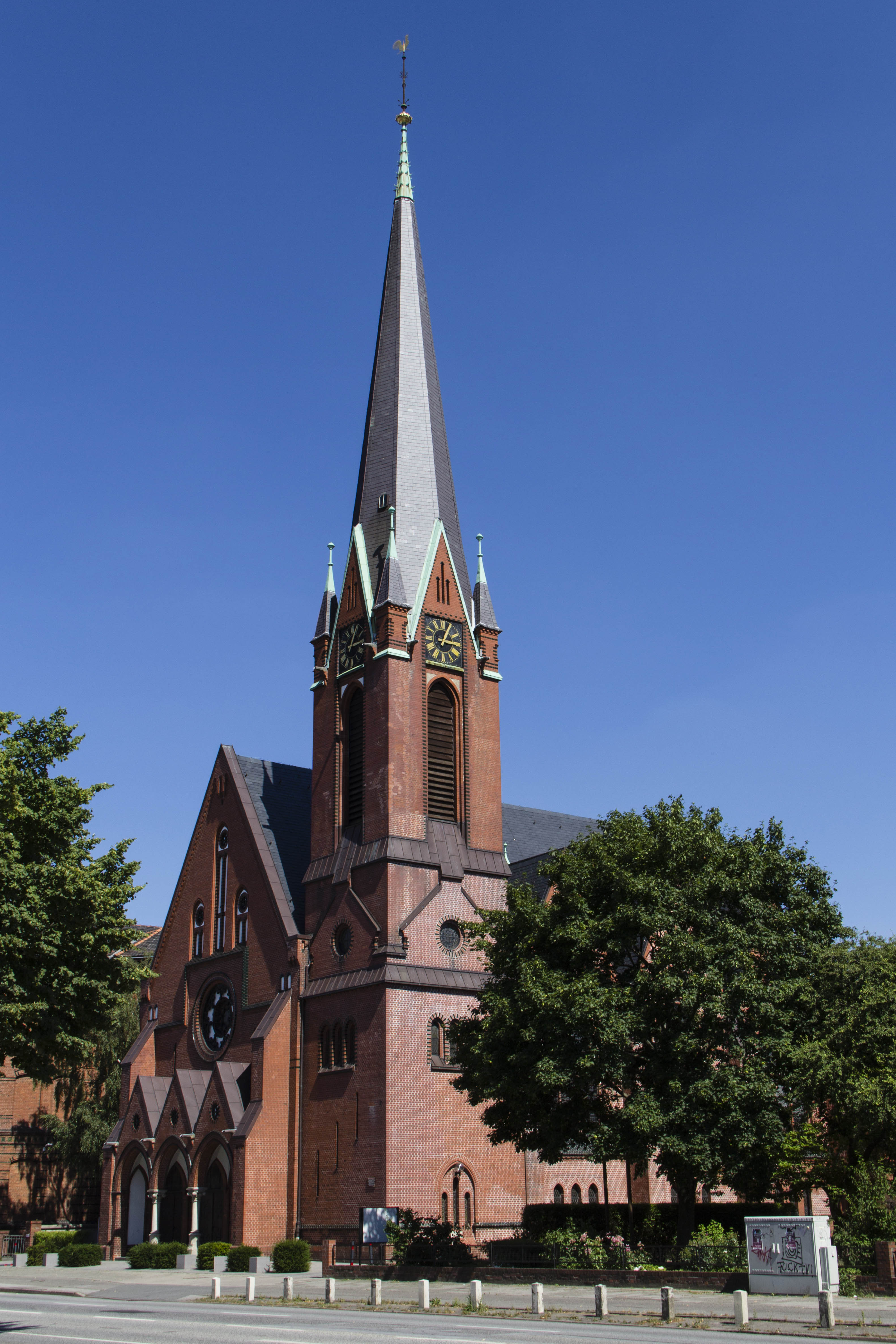
St. Matthäi (2013)

St. Matthäi ist ein denkmalgeschütztes neugotisches Kirchengebäude in Lübeck-St. Lorenz-Nord und gottesdienstliches Zentrum der gleichnamigen Kirchengemeinde im Kirchenkreis Lübeck-Lauenburg der Nordelbischen Kirche.

## Geschichte

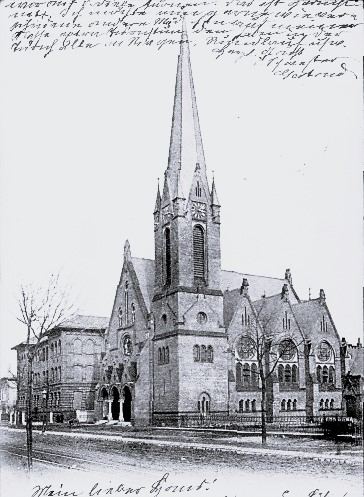
St. Matthäi (1900)

Bis zum Ende des 19. Jahrhunderts wurde das gesamte Stadtgebiet westlich des Holstentors von der alten St.-Lorenz-Kirche aus versorgt, die auch dem Stadtteil seinen Namen gab. Um dem starken Bevölkerungswachstum im Stadtteil gerecht zu werden, beschloss die Synode auf Antrag des Kirchenrates mit Johannes Bernhard als treibender Kraft 1895, das Gebiet zu teilen und zwei neue Kirchen zu bauen. Das war zum einen der Neubau der St.-Lorenz-Kirche und zum anderen die Matthäi-Kirche. Das Gemeindegebiet der letztgenannten umfasste die Straßen links und rechts der Schwartauer Allee sowie die Teerhofsinsel.
Die neue Gemeinde umfasste die Straßen links und rechts der Schwartauer Allee sowie die Teerhofsinsel und etwa 4200 Menschen. Deren im Mai 1896 gebildete Kirchenvorstand beschloss, obwohl man weder über ein Pastorat, eine Kirche oder Gemeinderäume verfügte, am 1. Juli 1896 einen eigenen Pastor zu berufen. Pastor Haensel an der St.-Ansgar-Gemeinde in Kiel war der jüngste der 15 sich um das Amt Bewerbenden. Vorstand und Ausschuss der Gemeinde wählten ihn am 28. September mit elf der 15 möglichen Stimmen zu ihrem ersten Geistlichen und bereits am 25. Oktober wurde er vom Senior, Leopold Friedrich Ranke, in sein Amt eingeführt.

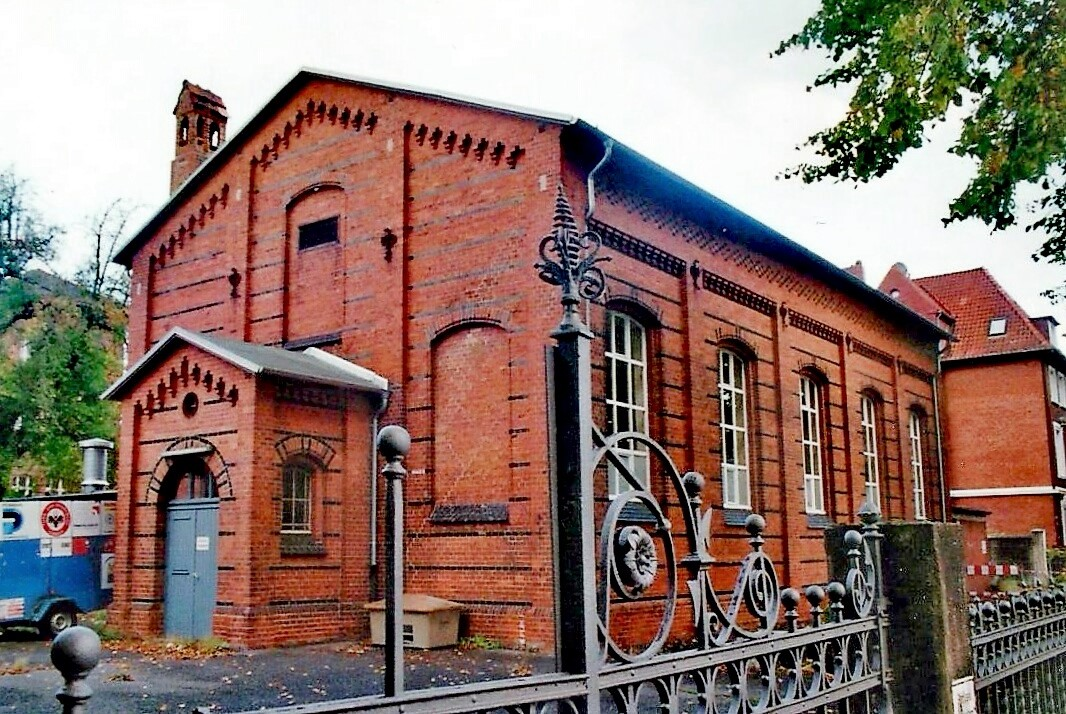
Turnhalle

Da sich der Pastor mit dem Vorstand darin einig waren, dass eine neue Gemeinde sowohl eigene Räume als auch ein Gotteshaus brauchte, lehnte sie das Angebot der Mitbenutzung von der St.-Lorenz-Kirche ab. Auf dem Gemeindegebiet fand Haensel die zentral gelegene III. St.-Lorenz-Schule. Deren große Turnhalle wurde von der lübeckischen Schulbehörde als provisorischer Kirchenraum für Gottesdienste zur Verfügung gestellt.
Zu Beginn des neuen Kirchenjahres, dem 1. Advent 1896, hielt Haensel den ersten Gottesdienst in der St.-Matthäigemeinde. Später wurde dieses Datum als der eigentliche Geburtstag der Gemeinde bezeichnet. Bereits an diesem Tage fand dort auch, was in jenen Jahren noch kein besonders übliches Kirchenangebot gewesen war, der erste Kindergottesdienst statt. In der Folgezeit wurde dieser zu einem Markenzeichen der St.-Matthäi-Gemeinde.
Der Unterricht seiner Konfirmanden, die erste Gruppe bestand aus nur 21 Kindern, sowie die Bibelstunden wurden in der Gründerzeit der Gemeinde in Klassenräumen abgehalten. Im Laufe von 25 Jahren sollten von Haensel über 4200 Mädchen und Jungen eingesegnet werden.

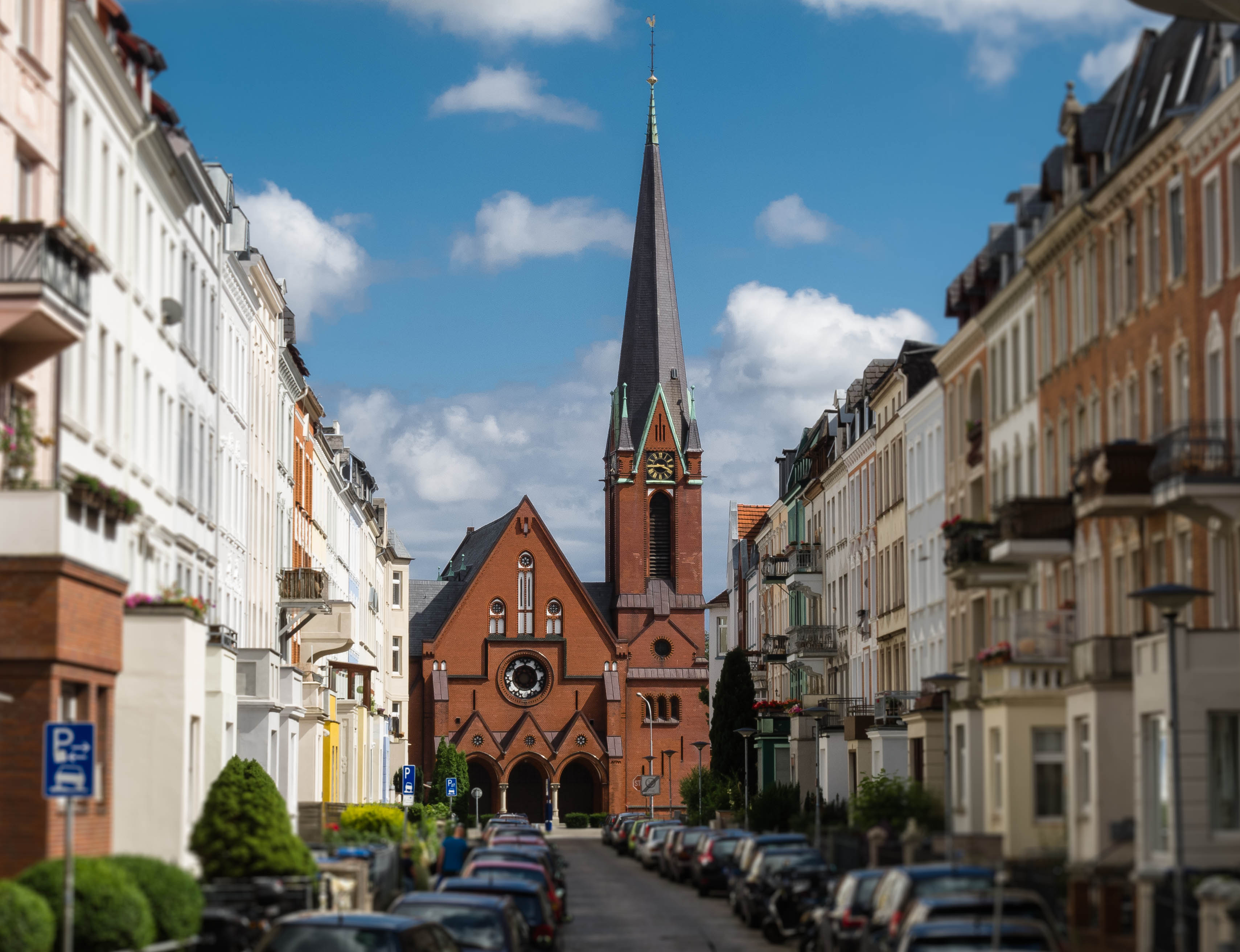
St. Matthäi von der Geverdestraße aus gesehen (2015)

Nach einem Architektenwettbewerb erhielt Hugo Groothoff den Auftrag. Die Kirche, als deren Standort die Kreuzung von Schwartauer Allee und Friedenstraße festgelegt wurde. Der Bau einer Kirche samt Gemeindesaal und Pfarrwohnung neben der Schule wurde 1899 beschlossen. Zu deren Grundsteinlegung am 12. Februar 1899 zog die Gemeinde, angeführt von Senior Ranke und Bürgermeister Klug, hinüber zur Baugrube. Am auf den 25. März fallenden Sonntag Laetare des Jahres 1900 wurde die Kirche geweiht. Die St.-Matthäi-Kirche war somit das erste Gotteshaus, das nach rund 250 Jahren in Lübeck gebaut worden war. Die zeitgleich entstehende neue St.-Lorenz-Kirche wurde erst am Sonntag Jubilate, 6. Mai 1900, geweiht.
Sie ist ein in neugotischen Formen gehaltener Backsteinbau, der im Wesentlichen dem Eisenacher Regulativ folgt, mit einem breiten, vier Joche umfassenden Hauptschiff und einem schmalen dreijochigen Seitenschiff an Südseite mit einer umlaufenden Empore. Der Turm ist südwestlich in die Ecke zwischen Seitenschiff und Hauptschiff eingestellt. Das Seitenschiff hat jochweise quergestellte Giebeldächer. Die Kirche hat einen polygonalen, vom Hauptschiff abgesetzten Chorraum und zur Schwartauer Allee hin eine schmale dreijochige Vorhalle. Der Innenraum ist durch breite Kreuzrippengewölbe überspannt.
Sakristei, Gemeindesaal und Pastorat sind südlich an den Chorraum angeschlossen.
Gebiete jenseits des Flutgrabens wie die Wohngebiete an der oberen Schwartauer Allee, Wilhelmshöhe, das Dorf Vorwerk sowie der Industrieraum Trems wurden Rensefeld abgepfarrt und der neuen Gemeinde zugeschlagen. Es entstand ein zweiter, später auch ein dritter Pfarrbezirk und musste von weiteren Pastoren versorgt werden. St. Matthäi erhielt nach dem Vorbild der lübeckischen Kirchen der Innenstadt einen Hauptpastor. Die Gemeinde hat ein großes Gemeindehaus in der Westhoffstraße. Sie gilt als ein Zentrum der Gemeinschaftsbewegung und einer eher evangelikalen Ausprägung des evangelischen Glaubens in Lübeck.
Zu den bekannteren Geistlichen, die außer Haensel an St. Matthäi gewirkt haben, gehörten Hans Brandenburg (von 1922 bis 1930) und Elisabeth Haseloff.
Die Kirche wurde 1978 unter Denkmalschutz gestellt. Der Denkmalschutz wurde 1998, also 20 Jahre später, mit dem angrenzenden Gemeindehaus und dem Pastorat auf das gesamte Gebäudeensemble ausgeweitet.

## Ausstattung
Der neugotische Bau ist äußerlich weitgehend erhalten, erlitt aber Schäden beim Luftangriff auf Lübeck 1942 und verlor dabei alle künstlerisch gestalteten Glasfenster. Auch die Inneneinrichtung wie der Altar wurde verändert.

### Orgel

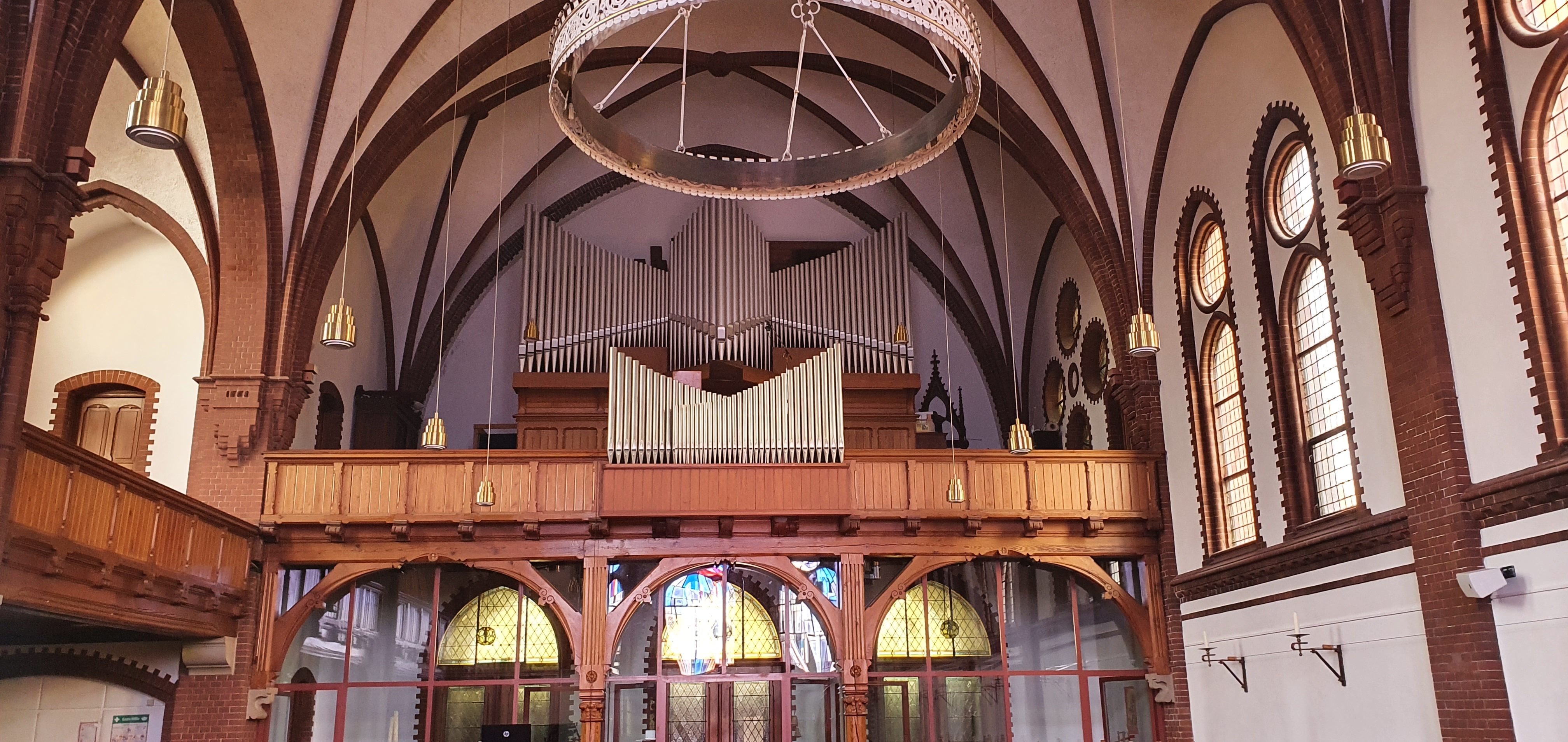
Orgel

Die Orgel wurde ursprünglich 1901/02 von Marcussen & Sohn erbaut und mehrfach von Kemper & Sohn umgebaut. Sie ist heute ungenutzt, da sich die Gemeinde statt einer Restaurierung für die Anschaffung einer dreimanualigen Digitalorgel entschied. Erster Organist an St. Matthäi war Wilhelm Stahl, Hermann Fey war von 1922 bis 1941 sein Nachfolger.

### Glocken

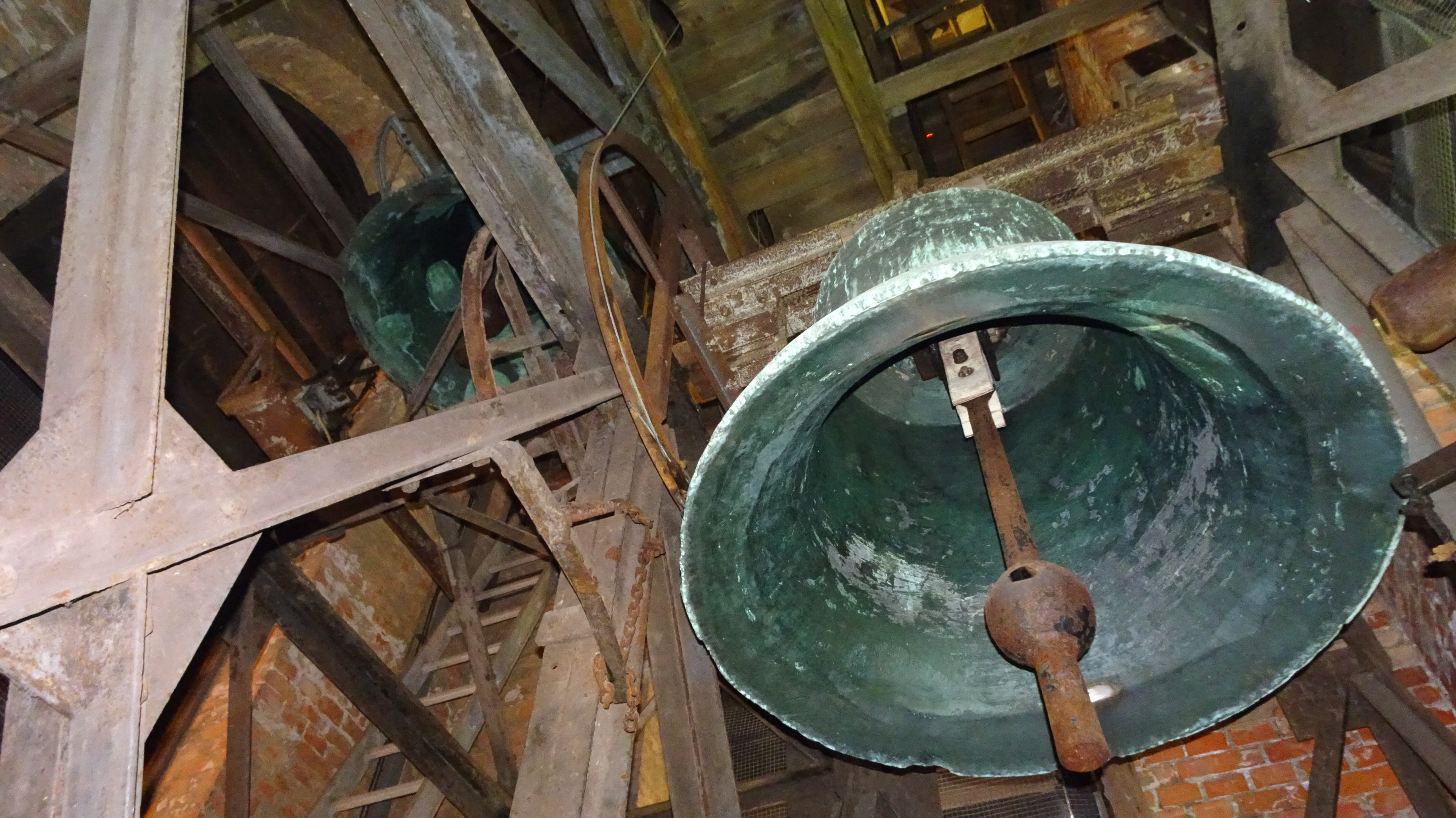
Glockenstuhl von St. Matthäi

Ursprünglich hatte die Kirche drei Glocken, sie alle wurden im Jahr 1899 von der Gießerei M & O Ohlsson in Lübeck gegossen. Über beide Weltkriege wurden zwei der drei Glocken eingeschmolzen, nur die kleinste blieb dem Schmelzofen verschont. Später erhielt die Kirche eine Leihglocke. Seitdem besteht das Geläut aus zwei Glocken, der Glockenstuhl sowie die Jochen sind noch die Originalausstattung, das dritte Joch ist auch noch vorhanden und aufgehängt.
| Nr. | Schlagton | Gießer, Gussjahr             | Innenschrift                                              |
| --- | --------- | ---------------------------- | --------------------------------------------------------- |
| 1   | ges1      | ?, Umgegossen am 26.10.1806  | ?                                                         |
| 2   | as1       | M & O Ohlsson, Lübeck (1899) | "Mich goß M. & O. Ohlsson in Lübeck" ; "St. Matthäi 1899" |